# معهد بحوث هندسة الزلازل
معهد بحوث هندسة الزلازل (بالإنجليزية: Earthquake Engineering Research Institute - EERI)‏ هو مجتمع تقني رائد ومتخصص في نشر أبحاث مخاطر الزلازل وهندسة الزلازل في الولايات المتحدة والعالم. يشمل أعضاء المعهد الباحثين والجيولوجيين والمهندسين الجيوتقنيين والمسؤولين الحكوميين ومنظم كود البناء. تتضمن مهمتهم كما جاء في خطتهم الخمسية المنشورة في عام 2006 ثلاث نقاط: «النهوض بعلم وممارسة هندسة الزلازل؛ تحسين فهم تأثير الزلازل على البيئة المادية والاجتماعية والاقتصادية والسياسية والثقافية؛ الدعوة إلى اتخاذ تدابير شاملة وواقعية للحد من الآثار الضارة للزلازل».

## الأهداف
في الخطة الخمسية لعام 2006، حدد معهد بحوث هندسة الزلازل أربعة أهداف رئيسية نحو تحقيق مهمتها والاستراتيجيات المخططة لتنفيذها.
- «تعزيز وتوسيع المواد التعليمية والبرامج الفنية.» سيتم عقد حلقتين دراسيتين كل عام حول موضوعات تهدف إلى لفت انتباه جمهور واسع. سوف ينشرون أيضًا العديد من منشوراتهم على الإنترنت، مثل مجلة Earthquake Spectra.
- «التواصل والدعوة» سوف يستمرون في نشر نتائجهم حول مخاطر الزلازل، بما في ذلك تكاليف الكوارث المحتملة. يأملون في التأثير على صانعي السياسات لزيادة الأموال اللازمة لمنع هذه المخاطر. يأملون أيضًا في تضمين أمان الزلازل في حركة تصميم المباني الخضراء.
- «المحافظة على برنامج قوي للأنشطة الدولية.» أنها بمثابة نقطة تدفق في الولايات المتحدة لأبحاث الزلازل من بلدان أخرى. كما أنها بمثابة تدفق خارجي، وترجمة أبحاثهم إلى لغات أخرى غير الإنجليزية.
- «توسيع وتوسيع قاعدة الموارد المالية.» إنهم يرغبون في جمع مليون دولار من التبرعات بحلول عام 2010 ، وزيادة العضوية في جميع أنحاء العالم إلى 3000. يرغبون في توسيع برامجهم وشراكاتهم مع المنظمات الأخرى مع المزيد من ورش العمل والندوات. في فبراير 2010 ، دخل معهد بحوث هندسة الزلازل في شراكة مع الجمعية الأميركية للمهندسين المدنيين، مما زاد من تعاونهم للحد من مخاطر الزلازل.[2]

## التاريخ
تم تشكيل معهد بحوث هندسة الزلازل في عام 1948 كلجنة استشارية حول المسح الساحلي والجيوديسي الأمريكي. سرعان ما أصبحت منظمتها المستقلة غير الهادفة للربح بهدف دراسة سبب فشل المباني تحت كوارث الزلازل، وما هي الأساليب التي يمكن أن تمنع هذه الإخفاقات. في البداية أجروا أبحاثهم في مختبرات مجموعات الجامعة أو الحكومة المختلفة. مع نمو معهد بحوث هندسة الزلازل بدأوا في كثير من الأحيان في إرسال أموال البحوث إلى الجامعات، وجعل الجامعة مقر لإجراء البحوث. ركز معهد بحوث هندسة الزلازل بدرجة أكبر على تحديد المناطق التي تحتاج إلى البحث والتحقيق فيها، وصنع السياسات بناءً على نتائج مختبر الجامعة.
في عام 1952 نظم معهد بحوث هندسة الزلازل المؤتمر الأول لهندسة الزلازل في جامعة كاليفورنيا. في عام 1955 عقد المؤتمر العالمي الأول لهندسة الزلازل. في عام 1984 عقد المؤتمر العالمي الثامن في سان فرانسيسكو وحضر هذا المؤتمر علماء من 54 دولة.
في البداية، اقتصرت عضوية معهد بحوث هندسة الزلازل على المهندسين والعلماء المدعوين فقط. في عام 1973 بدأوا في توظيف الأعضاء عن طريق التطبيق، وزادوا عضويتهم من 126 إلى 721 بحلول عام 1978. في عام 1991 بدأ معهد بحوث هندسة الزلازل في تلقي التمويل من الوكالة الفيدرالية لإدارة الطوارئ (FEMA)، لمواصلة نشر المعلومات حول كيفية الحد من الأضرار الناجمة عن الزلازل.
بعد عدد من التغييرات في الموقع، استقر مقر معهد بحوث هندسة الزلازل في أوكلاند بكاليفورنيا.
تغطي مجلتها الفصلية (Earthquake Spectra) الأبحاث الحالية حول هندسة الزلازل، وهي متاحة على الإنترنت أو عن طريق الاشتراك. الجمهور المستهدف هو أي عالم جيولوجي أو عالم زلازل أو مهندس ذي صلة. ينشر معهد بحوث هندسة الزلازل أيضًا العديد من أنواع المعلومات الأخرى بما في ذلك رسالة إخبارية شهرية وسلسلة تاريخ شفهي وتقارير تحقيق ميداني.

## مشاركة الطلاب
يوجد لدى معهد بحوث هندسة الزلازل فصل للطلاب في 29 كلية في الولايات المتحدة لتعزيز الاهتمام بهندسة الزلازل. ويشكل عدد قليل من ممثلي كل فصل مجلس قيادة الطلاب (SLC). منذ عام 2008، عقدت EERI و SLC مسابقة التصميم الزلزالي الجامعية، والتي كان يديرها في السابق مركز أبحاث هندسة الزلازل في المحيط الهادئ (PEER). في هذه المسابقة، يجب على فريق من طلاب الجامعات الجامعيين تصميم وبناء هيكل مصنوع من خشب البلسا. يقتصر الهيكل على العديد من القواعد، مثل حد الوزن، والارتفاع الفردي لكل طابق، والحد الأقصى للارتفاع، وأكثر من ذلك. يتعرض الهيكل لوزن إضافي ويوضع على طاولة اهتزاز، والتي تتحرك لمحاكاة زلزال. يتم وضع مقياس التسارع في أعلى المبنى لقياس مدى سرعة اهتزاز المبنى. يتم الحكم على هياكل الطلاب وفقًا لعدد من المعايير، بما في ذلك ارتفاع الهيكل وعدد الطوابق وقراءات مقياس التسارع وما إذا كان الهيكل ينهار أم لا. سيرغب الطلاب في إنشاء مبنى بالقرب من حد الارتفاع لأن الطوابق العليا تستحق المزيد من النقاط. من المقرر عقد المسابقة السنوية الثامنة في بورتلاند، أو آر، من 7 إلى 10 مارس، إلى جانب الاجتماع السنوي الـ 63 للمعهد.